# 노벨 재단

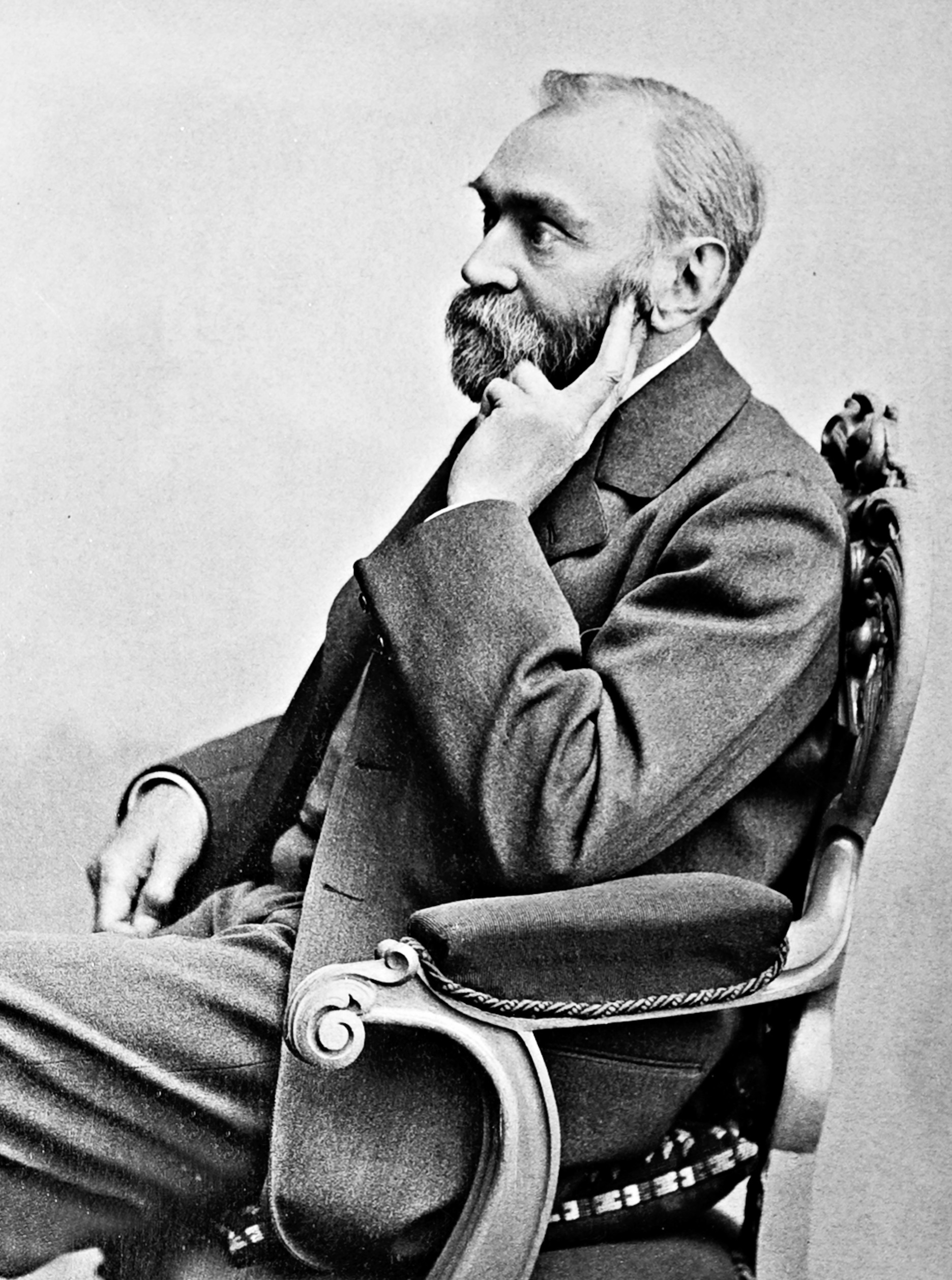

노벨 재단(스웨덴어: Nobelstiftelsen)은 다이너마이트 발명자 알프레드 노벨에 의해 설립된 그의 유산 관리와 노벨상을 주관하는 재단이다. 그의 유언에 근거한 노벨상은 노벨 물리학상, 노벨 화학상, 노벨 생리학·의학상, 노벨 문학상, 노벨 평화상의 각 분야에서 상당한 업적을 달성한 인물에 수여되는 학술 표창이다. 이후 경제 분야에서 알프레드 노벨을 기념하는 스웨덴 중앙은행 경제학상이 추가되었다.